# Squarcino Borri
Squarcino Borri (auch: Scarsino Borri) (* 1230 in Santo Stefano Ticino; † 1277 in Invorio) war ein italienischer Condottiere (Söldner-Führer) und der feudale Herr der Stadt Santo Stefano Ticino.

## Leben
Squarcino Borri war das einzige heute bekannte Kind von Lanfranco Borri (* etwa 1210 in Mailand) und dessen Ehefrau Katharina (* etwa 1212 in Kleve als Katharina von Kleve).
Sein Vater Lanfranco Borri war der feudale Herr der Stadt Santo Stefano Ticino. Dieser zählte den heiligen Monas, der von dem Ende des 3. Jahrhunderts bis zu dem Anfang des 4. Jahrhunderts der Bischof von Mailand war, zu seinen Vorfahren. Ein Beleg für diese Abstammung ist jedoch nicht überliefert.
Schon in seiner Jugend hat Squarcino Borri (anders als sein Vater) eine söldnerische militärische Karriere begonnen. Nach dem Aufstieg der Familie Torriani stellte er sich an die Seite der Familie Visconti und an die Spitze der adeligen Exilanten aus Mailand. Er erwies sich als ein besonders treuer Unterstützer der Familie Visconti. Er zeichnete sich in dem Dienst des Erzbischofs von Mailand Ottone Visconti als Hauptmann in der Schlacht von Desio (21. Januar 1277) aus.
1254 hat Squarcino Borri Antonia (* 1236 in Mailand) geheiratet, mit der er die Tochter Bonacossa (* 1254 in Mailand, † 13. Januar 1321 ebenda) und den Sohn Landolfo (vermutlich jung verstorben) hatte.
Seine Tochter Bonacossa Borri hat 1269 Matteo I. Visconti geheiratet. Dieser ist an dem 8. August 1295 der politische Führer Mailands geworden.
1269 hat Squarcino Borri (dank der Unterstützung der Familie Visconti) seine vakanten feudalen Rechte auf seinem Land wiederhergestellt. 1275 ist er zusätzlich der (nicht erbliche) feudale Herr des Landes von Castellazzo de’ Stampi in Corbetta geworden. Dieses Amt hatte er bis zu seinem Lebensende, was in dem Jahr 1277 nach dem 21. Januar gewesen ist.